# لوئیس فدریکو للویر
لوئیس فدریکو للویر (به اسپانیایی: Luis Federico Leloir) ‏ (۶ سپتامبر ۱۹۰۶ – ۲ دسامبر ۱۹۸۷) بیوشیمیست آرژانتینی و برنده جایزه نوبل است. در سال ۱۹۷۰ او «برای کشف نوکلئوتیدهای قندی و نقش آنها در بیوسنتزهای کربوهیدارت‌ها» موفق به دریافت جایزه نوبل شیمی شد. للویر اولین دانشمند اسپانیایی‌زبان است که برنده این جایزه شده و گر چه در فرانسه به دنیا آمده ولی تحصیلات خود را در دانشگاه بوینس آیرس گذرانده‌است.

## زندگی
للویر در پاریس به دنیا آمد. پدر و مادر او برای درمانش پدرش اواسط سال ۱۹۰۶ از بوئنوس آیرس به پاریس امده بودند که در همان زمان او زاده شد.
للویر در بوئنوس آیرس به خاک سپرده شده‌است.